# Guimiliau
 Guimiliau  (en bretón Gwimilio) es una población y comuna francesa, situada en la región de Bretaña, departamento de Finisterre, en el distrito de Morlaix y cantón de Landivisiau.

## Demografía
| 786 | 756 | 700 | 760 | 791 | 814 |
| Para los censos de 1962 a 1999 la población legal corresponde a la población sin duplicidades (Fuente: INSEE [Consultar]) |     |     |     |     |     |

## Lugares y monumentos
- Recinto parroquial de Saint-Miliau. Construido entre los siglos XVI y XVII, comprende la iglesia y su torre-campanario, un osario-capilla funeraria, una puerta triunfal y un crucero. El conjunto es uno de los más destacables de Bretaña y está catalogado como Monumento histórico.
  - El crucero constituye por sí solo un monumento excepcional. Construido en granito azul entre 1581 y 1586, cuenta con una cruz sobre una base en la que se esculpieron unas 200 estatuas que representan escenas de la vida de Cristo.

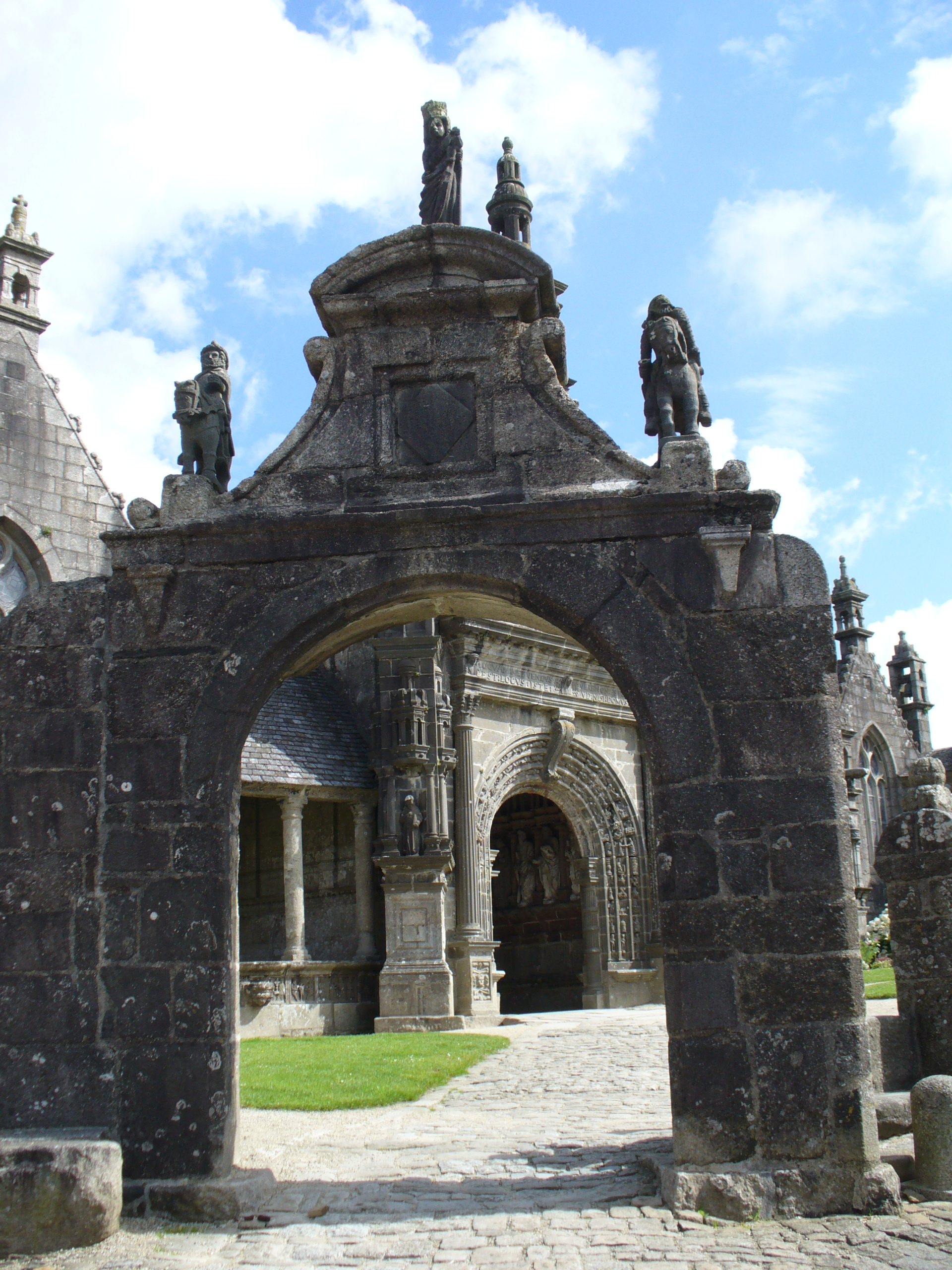
Puerta triunfal del recinto
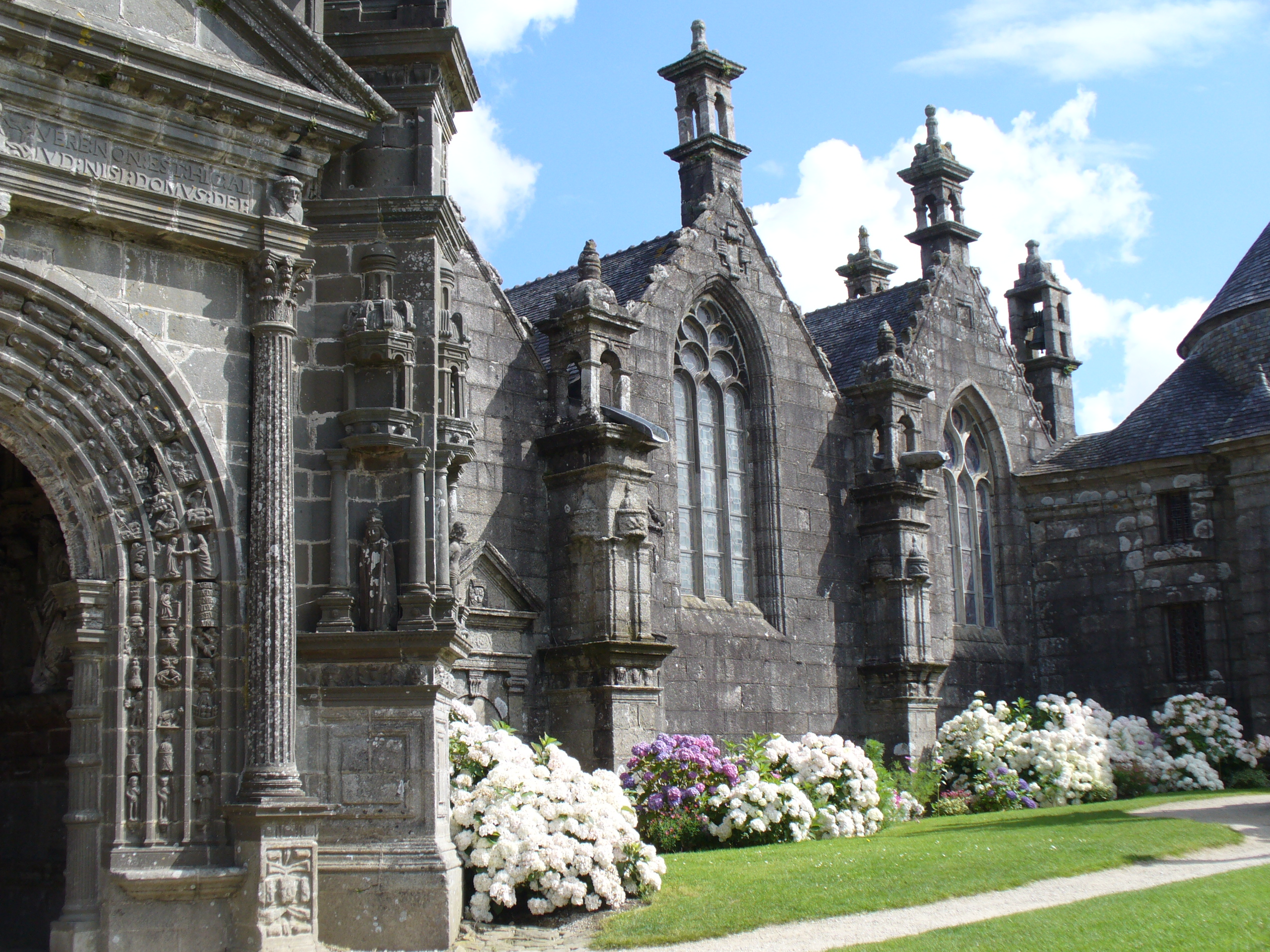
Vista de la iglesia
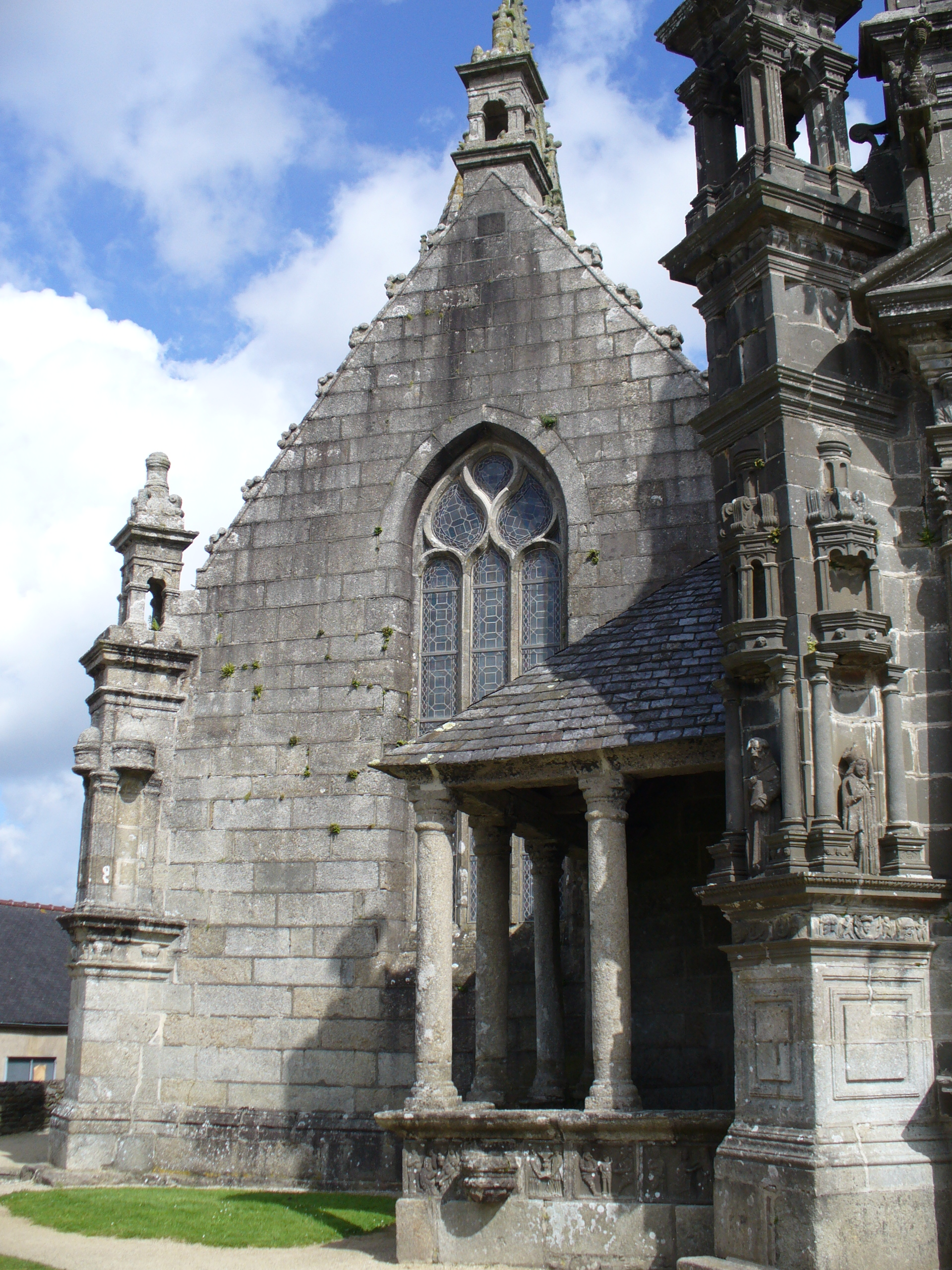
Osario
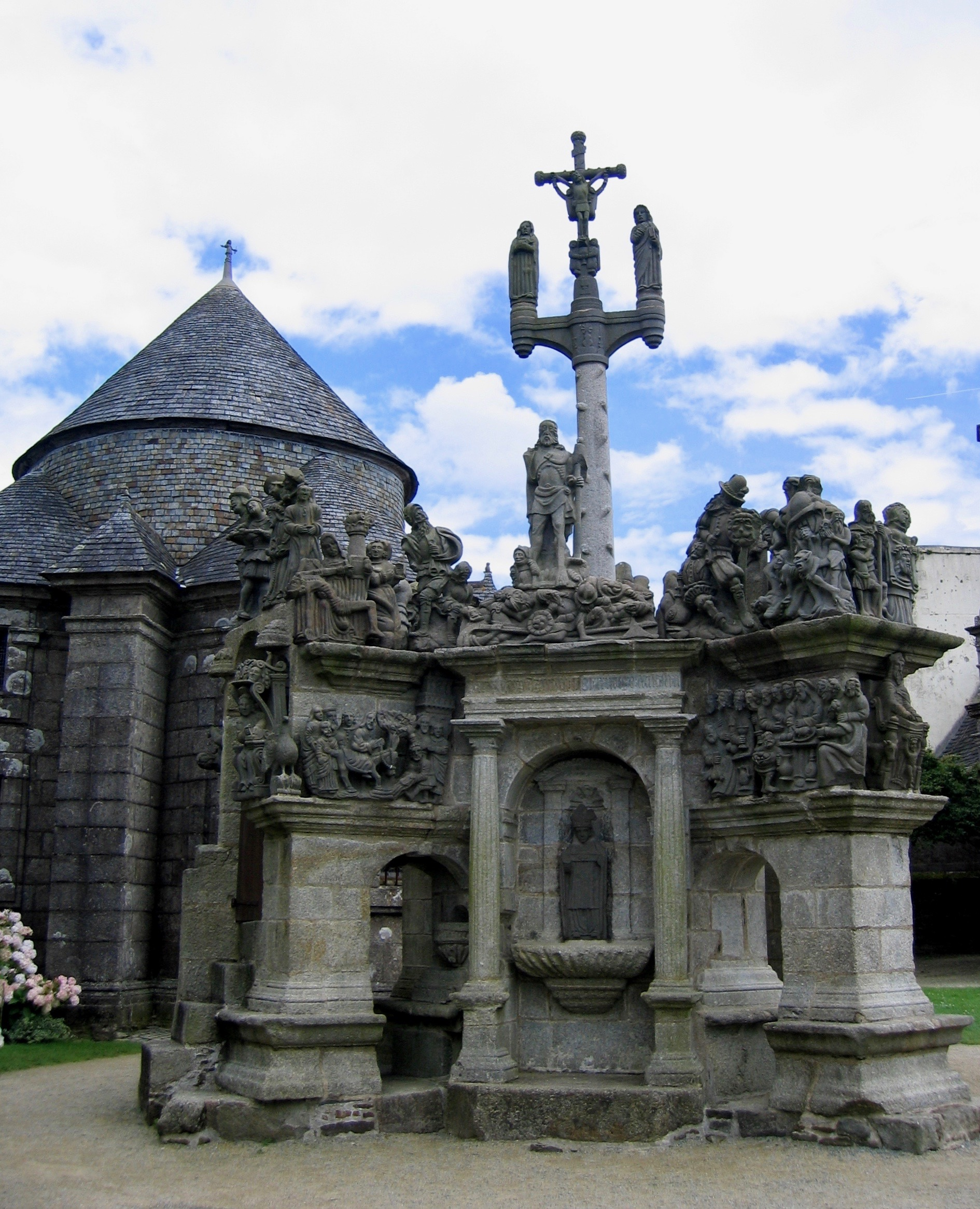
Vista del crucero
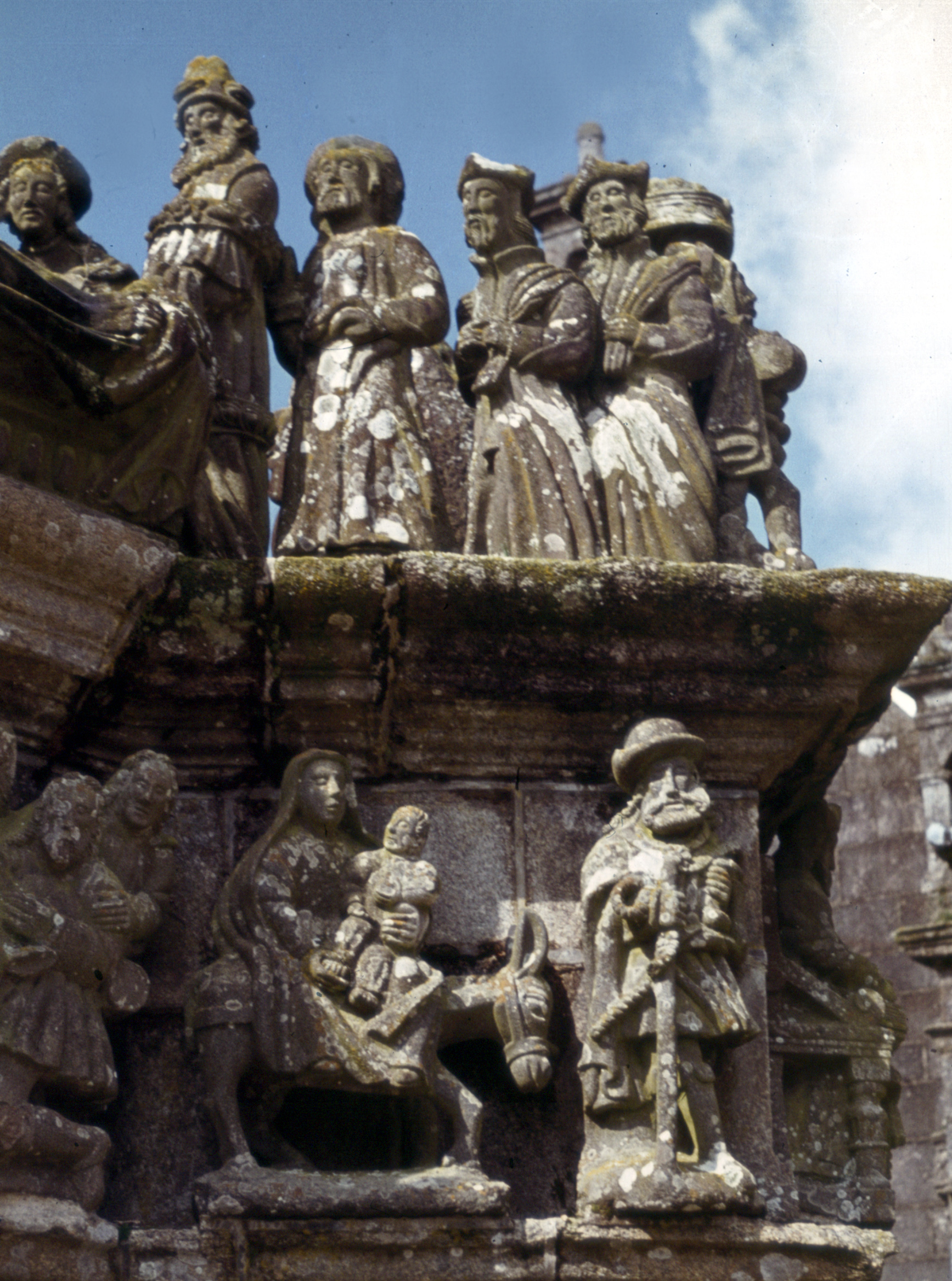
Vuelo a Egipto (crucero)
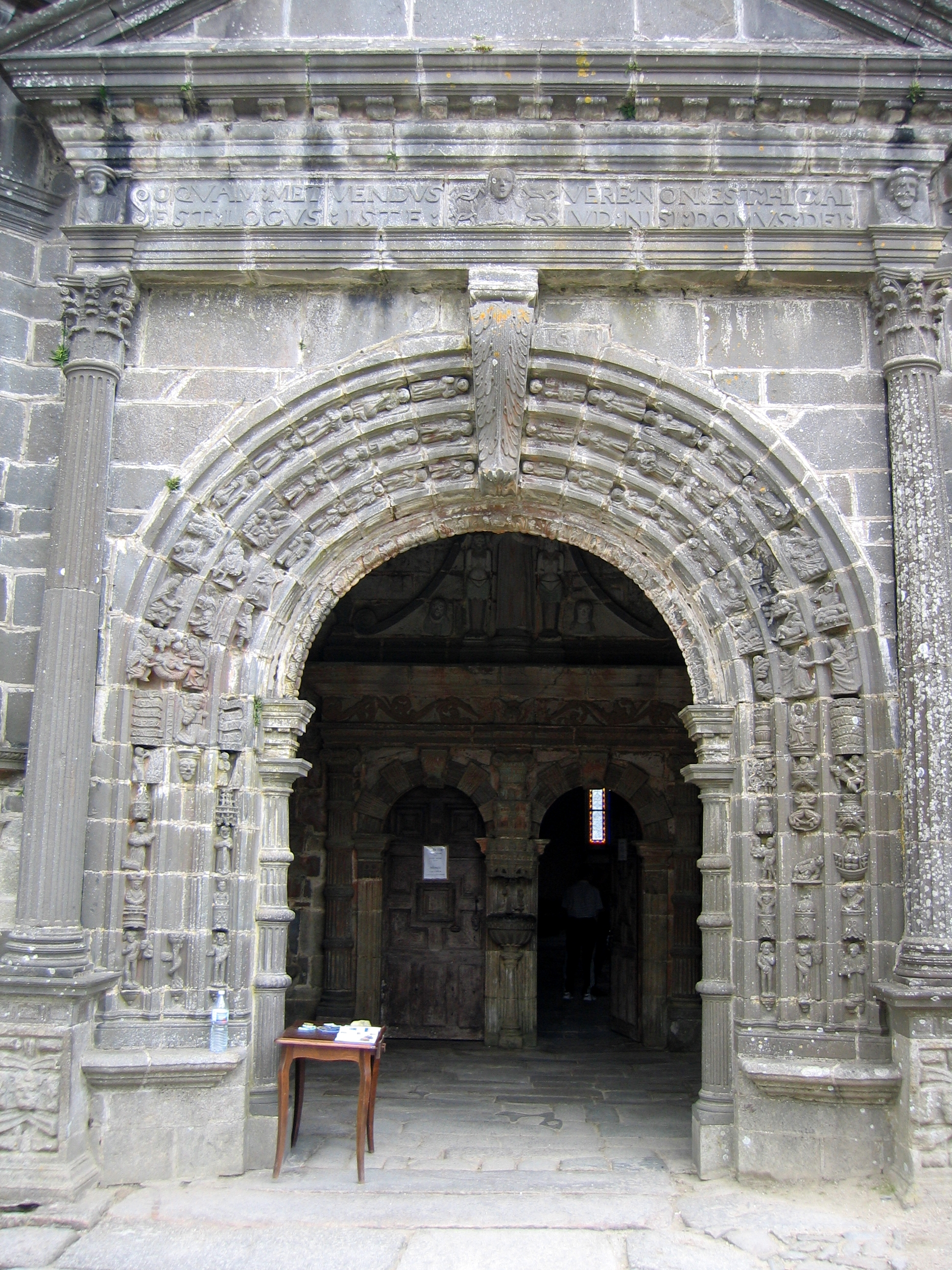
Entrada a la iglesia
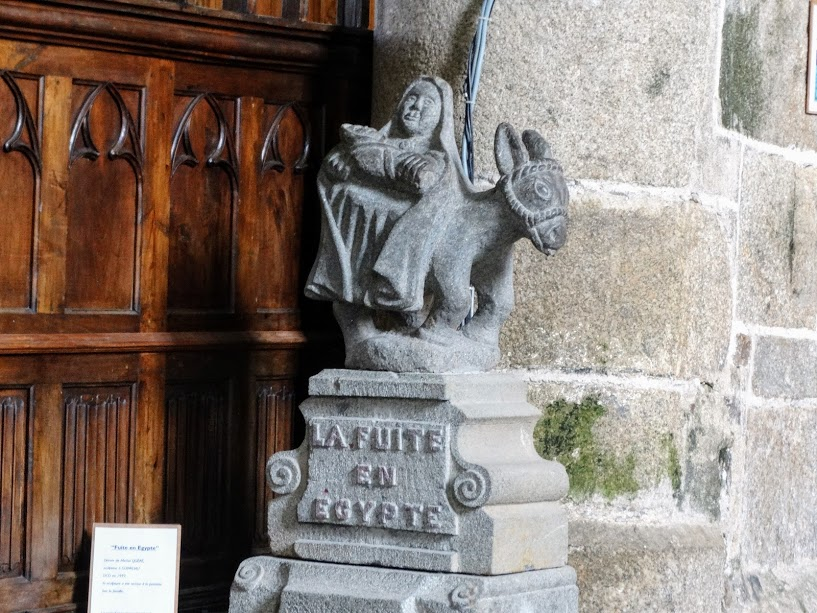
Vuelo a Egipto
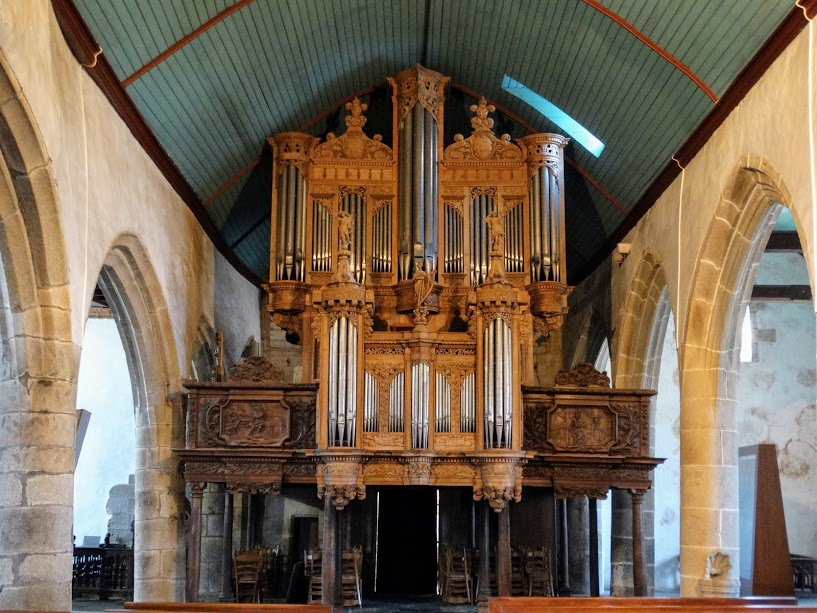
Órgano
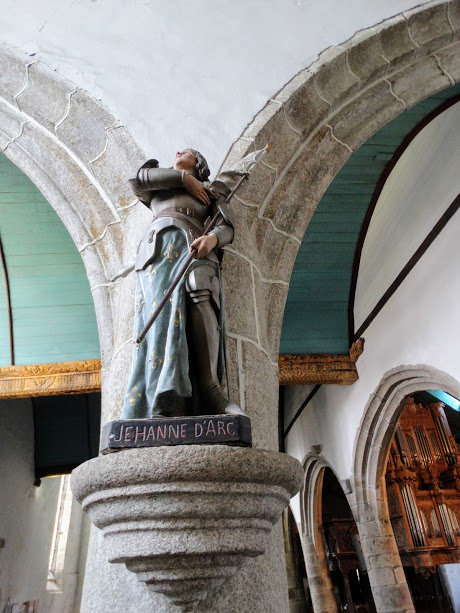
Juana de Arco
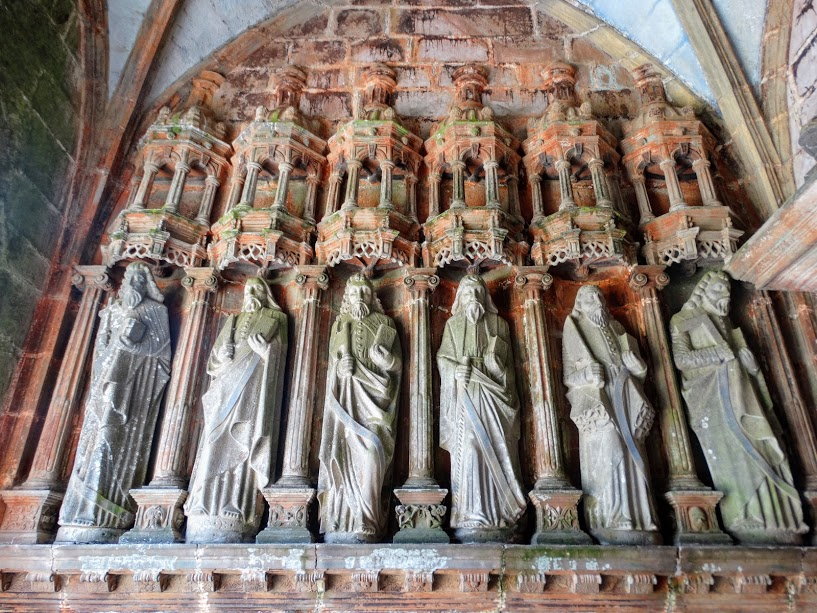
Porche lado derecho
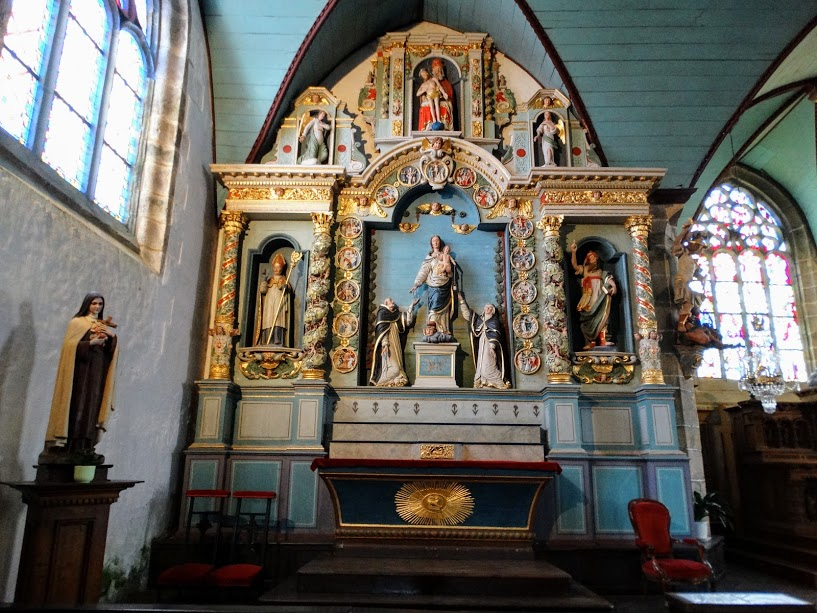
San José con el niño Cristo